# Indulina
Indulina se refere a uma série de compostos orgânicos, corantes, de colorações situando-se no azul, vermelho azulado ou preto, formados pela interação de azo-compostos para-amina com monoaminas primárias na presença de uma pequena quantidade de ácido mineral]]. Foram primeiramente descobertas em 1863 por J. Dale e Heinrich Caro, e desde então tem sido objeto de pesquisa de muitos químicos.
São derivados do eurodinas (aminofenazinas, aminonaftofenazinas), e por meio de seus derivados diazo pode ser de-amidadas, obtendo-se desta forma sais azônio; consequentemente, podem ser considerados como sais de azônio amidados. A primeira reação dando uma pista para a sua constituição foi o isolamento do intermediário azofenina por O. Witt, que foi provado por Fischer e Hepp ser dianil-dianilidoquinona, um composto semelhante intermediário sendo encontrado pouco tempo depois da série dos naftalenos.